# Бураго Сергій Борисович
Бураго Сергій Борисович (5 квітня 1945, Ташкент — 18 січня 2000, Київ) — відомий український літературознавець, віршознавець, культуролог, культуртрегер, проживав у Києві. Доктор філологічних наук (1993).

## Біографія
Навчався у Бєлгородському педагогічному інституті, відділення російської та англійської мов філологічного факультету (1961–62), закінчив Вінницький педагогічний інститут, той самий факультет (1966), де відтоді працював викладачем англійської мови (до 1968 р.).
У 1968 р. вступив до аспірантури Київського педінституту ім. М. Горького (нині Київський педагогічний університет ім. М. Драгоманова), у 1972 р. захистив кандидатську дисертацію на тему «Стиль художньо-філософського мислення і позиція Олександра Блока», а у 1981 р. побачило світ доповнене і розширене монографічне видання роботи. Останнє демонструвало неординарність наукових поглядів С. Б. Бураго, зокрема, обізнаність із класичними і сучасними філософськими вченнями, захоплення німецьким романтизмом, окремі вузькі студії згодом розгорнулися у цілі розділи книги чи окремі ґрунтовні дослідження.
У 1971—1976 рр. — молодший науковий співробітник Центральної наукової бібліотеки АН УРСР.
У фокусі постійної уваги дослідника перебувала іспаномовна поезія і культура, зокрема, неодноразово звертався він у своїх наукових  і культурних студіях до спадщини Гарсіа Лорки, Пабло Неруди, Елісео Дієго. З останнім дослідник спілкувався особисто під час своєї роботи як куратора вишів Гавани (Куба) (1978-1980; 1984 – 1986), де  викладалась російська мова і література. Згодом у 1994 р. у пам’ять про Елісео Дієго С.Б. Бураго підготував до друку посмертне видання його поезій «Талісман». 
Згодом, після повернення з Куби до України, С. Б. Бураго очолив кафедру російської мови для іноземців тоді Київського державного університету ім. Тараса Шевченка (нині Київський національний університет ім. Тараса Шевченка), а в 1994 р. став біля керма кафедри російської і української мов Інституту міжнародних відносин того ж вишу, де й працював до самої передчасної смерті.
1993 р. захистив докторську дисертацію на тему «Діалектика мови і літературознавчий аналіз мелодії поетичної мови», був багаторічним активним членом спеціалізованої ради Інституту літератури ім. Т. Г. Шевченка (спеціальність — «зарубіжна література» і «компаративістика»).
Один із важливих напрямків діяльності С. Б. Бураго — культуртрегерська. Задля збереження найкращих пам'яток української і російської культури у контексті культури світової, ним було організовано Фонд гуманітарного розвитку «Collegium», який він очолював до 2000 р. На базі Фонду було створено однойменний часопис, у якому друкувалися визначні науковці з США, Європи, країн колишньої СНД із дослідженнями, скерованими на розв'язання важливих гуманітарних проблем сьогодення, видання, очолюване його сином, поетом і видавцем Д. С. Бураго, функціонує і дотепер. Д. С. Бураго був також куратором літературної газети «Графіті», — видання, що теж було започатковано у межах проекту Фонду «Collegium».
З 1994 р. С. Б. Бураго створив і очолив щомісячник «„Collegium“ на сцені», а також розгорнув діяльність видавництва «Collegium». Щомісячник проходить і до сьогодні у приміщенні Київського будинку актора в останній четвер кожного місяця. Щомісячник "«Collegium» на сцені — неповторне культурне явище, своєрідна спроба на кшталт вагнерівських пошуків синтетичного мистецтва (музики, поезії і філософських студій). До 1999 р. ведучим і очільником проекту був С. Б. Бураго, нових творчих імпульсів заходу додав Д. С. Бураго, який дотепер є ведучим журналу на сцені. Серед особливо яскравих заходів проекту варто згадати цикл Пушкінських вечорів, вечори, присвячені іспаномовній поезії, а також окремим яскравим особистостям української та російської словесності ХІХ-ХХІ ст. Пам'ятну дошку С. Б. Бураго встановлено на споруді Київського будинку актора на згадку про його визначну культуртрегерську діяльність.
Того ж самого 1994 р. було започатковано серію підручників і наукових посібників, монографічних видань, промовистим епіграфом до якої був вислів «І світло у темряві світить, і темрява не поглинула його…». Туди увійшли праці філософів, літературознавців і літературних критиків, культурологів, праці з естетики і поетики віршотворення. У той самий час стартувала і широковідома у наукових філологічних колах Міжнародна наукова конференція «Мова і культура», що носить нині ім'я Сергія Борисовича Бураго.
С. Б. Бураго — автор понад сотні наукових праць з питань теорії літератури, зокрема віршознавства, історії російської літератури та культурології. Найвизначніші його праці, зокрема монографічне видання «Мелодия стиха. Мир. Человек. Язык. Поэзия» (К., 1999) присвячено теорії поетичної мови, аналізу ритмомелодики вірша (т. зв. «мелодії вірша»), в якій літературознавець вбачав універсальне смислотвірне начало поетичного тексту, до якої звертався раніше у книзі «Музыка поэтической речи» (К., 1986) . Матеріалом для аналізу виступили російсько-, українсько-, англо- і іспаномовні твори визначних поетів, яких залучено як ілюстративний матеріал при аналізі поетичного мовлення. Серед найяскравіших українських авторів залучено поезію Т. Шевченка і Лесі Українки.
Відомі також роботи С. Б. Бураго як пушкінознавця, коли йдеться про його статті із цією тематикою, не можна не помітити, що вони пов'язані між собою своєрідною «сюжетною» лінією, в якій виділено концептуальні мотиви. Йдеться про статті «К 200-летию со дня рождения Александра Сергеевича Пушкина», де образ поета представлено як абсолютну універсальну цінність, а також статті "«Поэт и чернь», де подано зіткнення духу волі із не-волею, і статтю «Пушкин и наше все», де автор в черговий раз звертається до феномену використання добра в ім'я зла у світлі творчої постаті визначного російського митця.
Ще у студентські роки С. Б. Бураго виявляв інтерес до творчості поетів Срібного віку, зокрема О. Блока. Ще на початку 60-х років минулого століття у Вінниці С. Б. Бураго зі студентами філологічного факультету педінституту і музичного училища організовував перші літературно-музичні вечори, де читав «Незнакомку», «Скифов», заключну частину поеми «Возмездие». Творчість О. Блока перебувала у фокусі його уваги багато років, квінтесенцією його творчих шукань стає монографічне видання «Александр Блок». В одній з останніх своїх доповідей під красномовною назвою «Набег язычества на рубеже веков» автор визначив шлях Блока цілісним у "єдиній трилогії «олюднення»: «Для Блока абсолютно зрозуміло, що врятуватись „самому не можна“. І його позиція — це „прийняття“ на себе всієї ваги епохи, всього болю сучасності, що її розривають суперечності». «…Творчість Блока, — у розумінні Сергія Бураго, — це не сама по собі поезія чи драматургія, чи критична проза, але практично вся його літературна спадщина, адже Блок сприймав саме життя як творчість…». Настанови визначного російського поета близькі і творчій особистості С. Б. Бураго.